# Карасёв, Евгений Кириллович
Карасёв Евгений Кириллович (настоящее имя — Кац Евгений Кириллович; 21 июля 1937, Калинин, РСФСР, СССР — 7 февраля 2019, Тверь) — российский поэт, прозаик. Член Союза писателей России (1993). Имел семь судимостей, в общей сложности провёл в заключении 20 лет.

## Биография
Карасёв Евгений Кириллович родился 21 июля 1937 года в Калинине.
Его отец погиб на войне подо Ржевом. Мать работала швеёй-мотористкой.
Карасёва воспитала улица, юноша стал карманником, попал в детскую колонию, после чего в общей сложности провёл в заключении 20 лет — имел семь судимостей. Работал на лесоповале и на строительстве железных дорог в отдаленных районах страны.
Дебютировал как прозаик в 1990 году — вышла первая книга прозы «В побеге», а в 1992-ом — первый сборник стихов «Пути господни». В дальнейшем выступал преимущественно со стихами, публиковался в журналах «Новый мир», «Арион», «Урал», «Москва», в «Литературной газете», газете «Завтра».
В 1993 году Евгений Кириллович Карасёв стал членом Союза писателей России. В 1996 году ему была присуждена премия журнала «Новый мир».
В 2009 году был снят и показан на телеканале «РЕН ТВ» фильм о поэте «Блудный сын».
Евгений Кириллович Карасёв скончался в Твери на 82-м году жизни.

## Цитаты
Жизнь моя нелепая: война, детские колонии, затем лагеря, тюрьмы – здесь нет ничего интересного, только страшное. Единственное интересное в моей жизни – это поэзия, о ней есть смысл говорить.

Мои стихи не для всякого. Писать можно на любые темы, но только писать надо хорошо, свежо, по-новому, чтобы это впечатляло. Поэзия, как воздух, как другие нужные вещи. Я без поэзии не мыслю человеческого мышления. Если бы не было в свое время поэзии, человечество бы не состоялось. Не было бы Гомера, Герострата, не было бы Трои.

Как можно было думать о публикациях при советской власти? Уже в 90-е мне посоветовали напрямую обратиться к заместителю начальника отдел поэзии журнала "Новый мир" Олегу Григорьевичу Чухонцеву. Я пришел к нему домой и принес тетрадь со своими стихами. Мне сказали, если в течение 10 дней не позвоним, значит, не взяли. Мне позвонили.

Когда Солженицын был в Твери, мы сидели с ним, его супругой, другими людьми в городской библиотеке в кабинете директора. Он наливал себе кипяток и пил. Я его спросил – почему? Он ответил: "Остальное вредит моему желудку". Я пью кипяток, подражая Солженицыну.
— Евгений Карасёв

## Премии
- премия журнала «Новый мир» (1996)
- премия «Anthologia» (2011) — за книгу «Мокрый снег» (2010)
- премия им. Н.С. Гумилёва (2011)